# Мария (реактор)

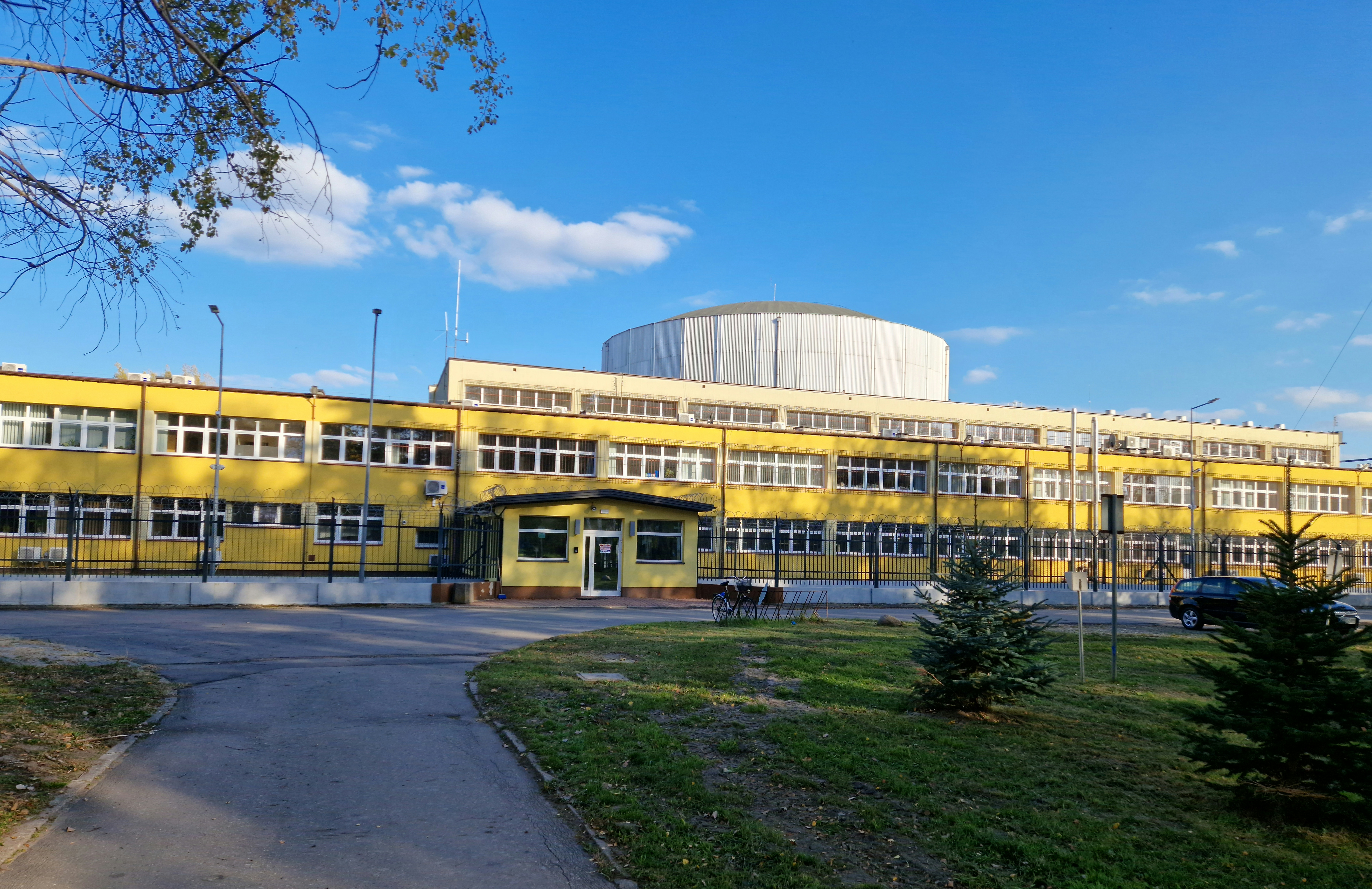
Ядерный реактор «Мария»

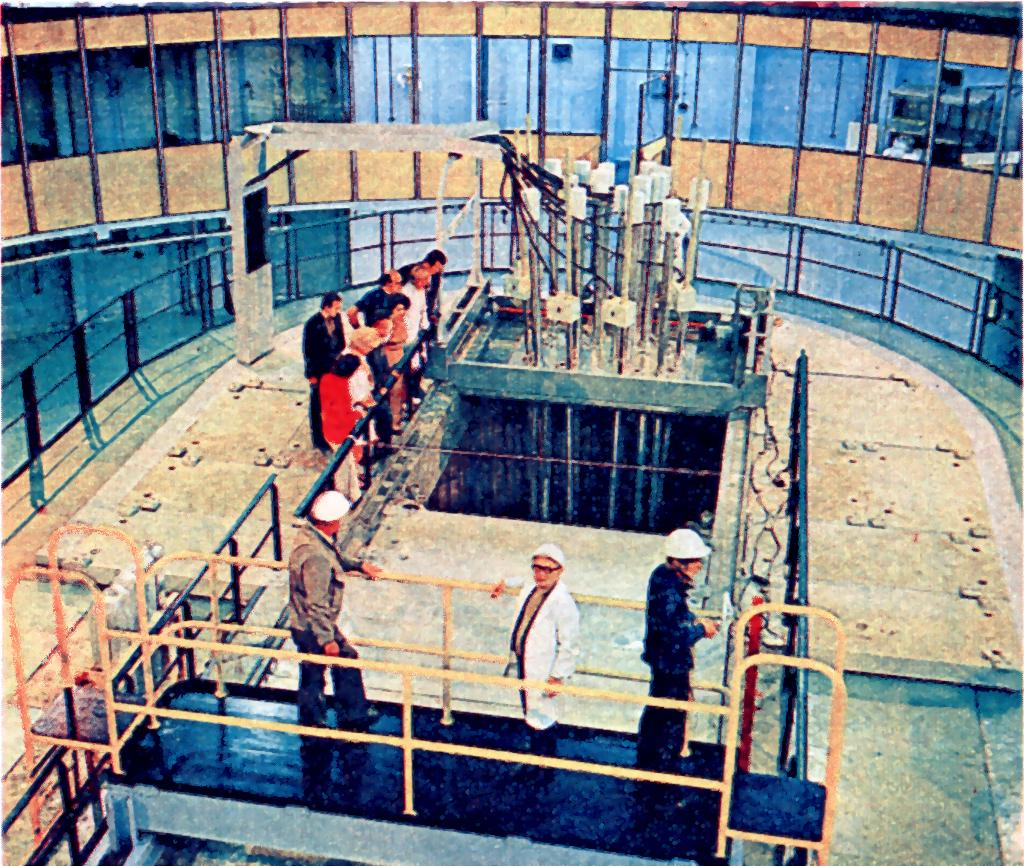
Строительство реактора

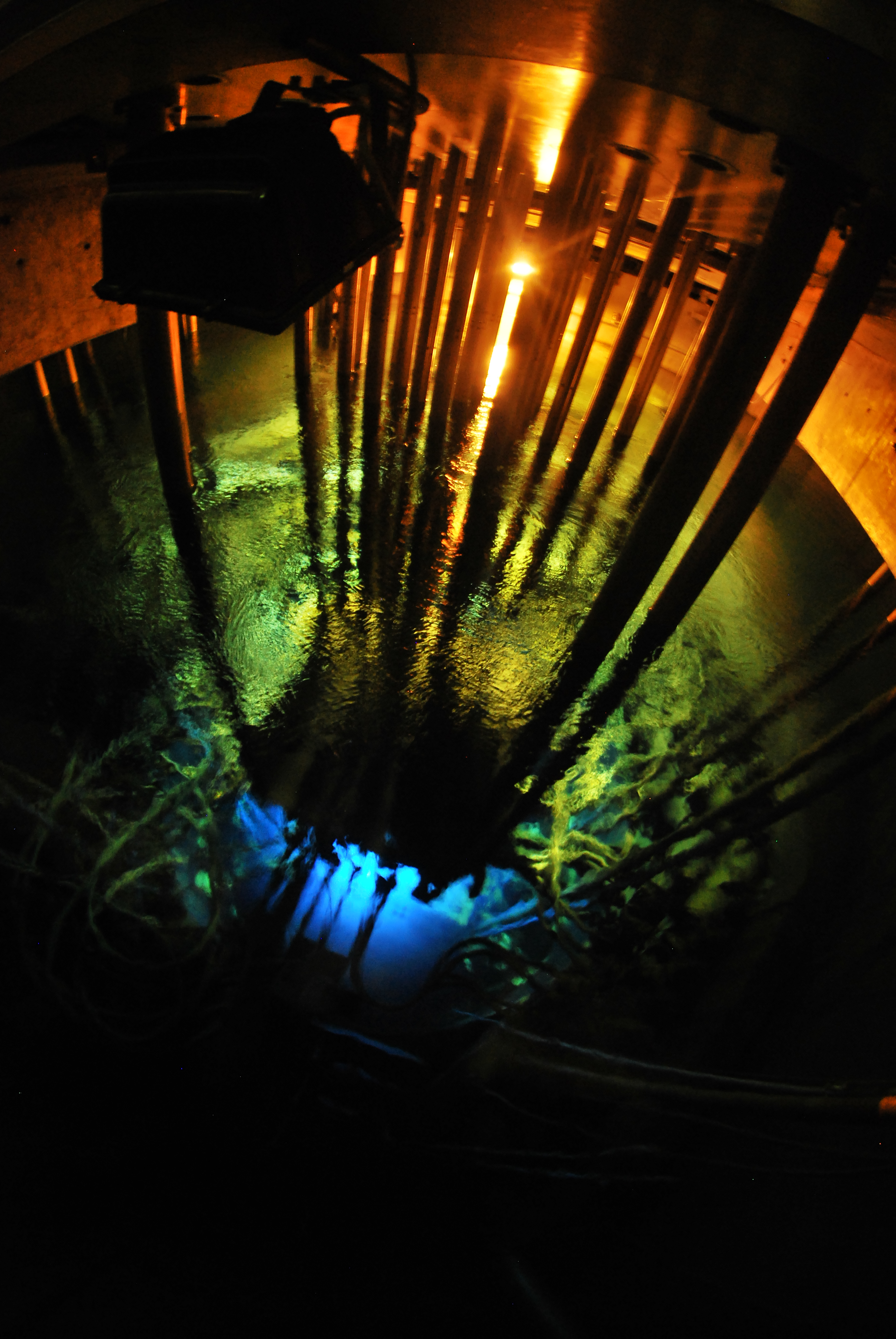
Черенковское излучение в реакторе

«Мария» (пол. Maria) — польский исследовательский ядерный реактор, второй в хронологической последовательности и единственный существующий в Польше исследовательский ядерный реактор (после отключения реактора «Эва» в 1995 году). Находится в Шверке-Отвоцке, под Варшавой, управляется Национальным центром ядерных исследований. Назван в честь польской учёной Марии Склодовской-Кюри. Является многофункциональным исследовательским инструментом, применяется при получении радиоизотопов и нейтронно-активационном анализе, в исследованиях нейтронного излучения и нейтронной терапии. Ежегодная выработка составляет 4000 часов (блоками по 100 часов). Реактор был заложен 16 июня 1970 года, запущен 18 декабря 1974 года.

## Технические характеристики
Реактор «Мария» бассейнового типа с тепловой мощностью от 20 до 30 МВт. Водяной бассейн обеспечивает охлаждение топливных элементов и биологическую защиту персонала.
Топливо — обогащённый уран (Уран-235 с обогащением 80 % до 1999 года, 36 % с 1999 года и ниже 20 % с 2012 года). Топливные элементы и каналы — вертикальные, расположены в коническом порядке. В ходе реконструкции, шедшей с 2004 по 2012 годы, реактор переоборудовали для использования низкообогащённого урана. Лицензированные поставщики топлива AREVA и ТВЭЛ.
Вода и блоки из бериллия служат в качестве замедляющего вещества. Детали из карбида бора, скрытые под алюминием, используются для управления, компенсации и обеспечения безопасности. Использование блоков из бериллия обеспечивает существование достаточно большого периода решётки для топлива и больших целевых показателей полезной нагрузки. Существует также графитовый нейтронный отражатель, покрытый слоем алюминия. Реактор «Мария» предоставляет нейтронные потоки для тепловых нейтронов в размере 4x1014 нейтронов/см² и для быстрых нейтронов в размере 2x1014 нейтронов/см². Шесть горизонтальных каналов управляют нейтронным излучением. Также есть окно со свинцовыми стёклами, через которое можно рассмотреть ядро реактора. Реактор находится в здании с герметичной оболочкой.
В феврале 2010 года было объявлено, что реактор начнёт производить медицинские изотопы совместно с Covidien для обеспечивания пополнения запасов в связи с отключением канадского Национального исследовательского универсального реактора и голландского ядерного реактора в Петтене.